# タマ・ウィリアムス
タマ・ウィリアムス（Tama Williams、1990年6月5日 - ）は、ニュージーランドのプロレスラー。

## 来歴
2009年10月、オーストラリアの団体であるAWF（Australasian Wrestling Federation）でデビュー。同年にはサモアン・ウォリアー、アヌビス、ディエゴ・デル・フエゴと多国籍ユニット、マルチカルチュラル・ソサエティーを結成し、サモアン・ウォリアーとタッグを組んで活動。
2010年8月20日、NHPW（New Horizon Pro Wrestling）にてCZWやTNAなどの団体で活躍しているサンジェイ・ダット、パーシーTとNHPWアート・オブ・ファイティング王座争奪トリプルスレットマッチを行い勝利し、キャリア初の王座を戴冠した。翌21にはサンジェイ・ダットを相手に防衛戦を行い返り討ちにしてみせた。
10月17日、AWFにてAWFコモンウェルス王座を保持するパワーハウス・テオに挑戦して勝利し、ベルトを奪取。11月20日、NHPWにてWWFで活躍したヘッドシュリンカー・サム、マナを相手にトリプルスレットマッチを行いNHPWアート・オブ・ファイティング王座防衛戦を行い勝利。
2011年2月11日、NHPWにてROH、TNAといった団体で活躍しているホミサイドを相手にNHPWアート・オブ・ファイティング王座防衛戦を行うが敗戦し、ベルトを奪取された。
4月15日、アメリカの団体であるCHIKARAの世界最強トリオ決定トーナメントであるKing of Trios 2011に参戦する為、初の渡米を果たす。ケーブル、パーシーTとチーム・オーストラリアを結成して1回戦でチーム・フィスト（チャック・テイラー & イカルス & ジョニー・ガルガノ）と対戦するが敗戦した。
2013年3月、日本のインディー団体であるZERO1に参戦する為に初来日を果たす。31日にはZERO1奉納プロレス靖国大会に出場し、マイバッハβ & スティーブン・ウォルターズと組んでKAMIKAZE & 崔領二 & YO-HEYと6人制タッグマッチを行い勝利した。この試合をきっかけにZERO1へと定期参戦するようになり、4月にはジェームス・ライディーンの呼びかけにより外国人レスラーを集結して結成されたユニット、NWF（New Age Wrestling Future）の一員となった。
5月30日、NHPWにてROHで活躍するケビン・スティーンと対戦するが敗戦した。
12月、ZERO1のタッグトーナメントである風林火山にジェームス・ライディーンと組んでエントリーし、決勝まで進出。17日の決勝戦ではデーモン植田 & 小幡優作と対戦するが敗戦し、準優勝という結果に終わった。
2014年1月16日、NWA UNヘビー級王座を保持するゼウスに挑戦して勝利し、ベルトを奪取した。6月1日、WRESTLE-1に所属する浜亮太を相手に勝利し、王座を防衛した。同月29日にはWRESTLE-1に参戦し、ジェイソン・リーと組んで浜亮太 & アンディ・ウーと対戦するが敗戦した。
7月より開始された火祭りにAブロックにエントリーし、出場するが勝ち点4で予選落ちという結果に終わった。

## 得意技
ダブルアーム・パイルドライバー

## 獲得タイトル
ZERO1
- NWA UNヘビー級王座 : 1回

AWF
- AWFコモンウェルス王座 : 1回

NHPW
- NHPWアート・オブ・ファイティング王座 : 1回